# Chalcosyrphus decora
Chalcosyrphus decora är en tvåvingeart som först beskrevs av de Meijere 1914.  Chalcosyrphus decora ingår i släktet mulmblomflugor, och familjen blomflugor. Inga underarter finns listade i Catalogue of Life.